# Symplocos apiciflora
Symplocos apiciflora är en tvåhjärtbladig växtart som beskrevs av B. Ståhl. Symplocos apiciflora ingår i släktet Symplocos och familjen Symplocaceae. Inga underarter finns listade i Catalogue of Life.